# Aki Takayama
Aki Takayama, född den 12 mars 1970 i Ōsakasayama, Japan, är en japansk konstsimmare.
Hon tog OS-brons i duett i konstsim i samband med de olympiska konstsimstävlingarna 1992 i Barcelona.